# UTC+07:30
UTC+07:30 je časovni pas z zamikom +7 ur in 30 minut glede na univerzalni koordinirani čas (UTC). Trenutno tega časovnega pasu ne uporablja nobeno ozemlje na svetu.
V preteklosti so se po zamiku +07:30 ravnali v zahodni Maleziji in Singapurju. Zahodni del Malezije na Malajskem polotoku je bil v tem časovnem pasu do 1. januarja 1982, ko je preskočil na UTC+08:00 za uskladitev z vzhodnim delom države na otoku Borneo. Za poenostavitev poslovanja in potovanja je temu sledil Singapur. Singapur je bil izvzet iz UTC+07:30 tudi v času japonske okupacije med drugo svetovno vojno, ko so okupacijske oblasti poenotile časovne pasove vseh osvojenih ozemelj v tem delu Azije na tokijski standardni čas (UTC+09:00).